# Poel
Poel, Insel Poel, Ostseebad (pol. Kąpielisko nadbałtyckie) – siódma co do wielkości niemiecka wyspa, leżąca na południu Zatoki Meklemburskiej na Morzu Bałtyckim. Wyspa wielkości 36,34 km² jest jednocześnie północną granicą Zatoki Wismarskiej. Poel jest jednocześnie gminą w powiecie Nordwestmecklenburg w kraju związkowym Meklemburgia-Pomorze Przednie, która na 31 grudnia 2020 liczyła 2456 mieszkańców.
Nazwa pochodzi od słowiańskiego słowa "pole".

## Historia
Z powodu swojego strategicznego położenia (kontrola nad zatoką i miastem Wismar) o wyspę często walczyli niemieccy i szwedzcy władcy. W 1612 r. rozpoczęto prace nad fortyfikacjami na wyspie, które ukończono w 1619 r. Okazały się one niewystarczające, bo już w 1629 r. zostały zajęte przez Christiana IV, w 1631 r. zniszczone przez Albrechta von Wallensteina, odbudowane trzy lata później. Wyspa została ostatecznie zajęta w czasie wojny trzydziestoletniej przez Szwedów w 1635 r. W 1648 r. pokój westfalski przydzielił wyspę Szwecji, choć na krótko przejmowały ją: Brandenburgia (w 1675 r.), Dania (1711 r.), Prusy i Hanower (1716 r.). W 1703 r. usunięto fortyfikacje. W czasie wojny siedmioletniej kilkakrotnie plądrowana. W 1803 r. książę Friedrich Franz I wydzierżawił wyspę od Szwecji na 100 lat za 1,25 miliona dalerów (zobacz też Wismar). Szwecja ostatecznie zrzekła się praw do wyspy w 1903 r. W 1927 r. wyspa została połączona mostem z lądem stałym. 3 maja 1945 radzieckie wojska zastąpiły Brytyjczyków na wyspie. Od tego momentu wyspa pozostała w radzieckiej strefie wpływów, a od 1949 r. należała do NRD.

## Budynki
- Muzeum historyczne – prezentuje życie, historię i rozwój wyspy
- Ceglany, romańsko-gotycki kościół z pierwszej połowy XIII wieku
- Dwie latarnie morskie
- Fragmenty dawnych umocnień

## Atrakcje przyrodnicze
Atrakcją turystyczną wyspy jest klif w pobliżu miejscowości Timmendorf, który podlega intensywnej abrazji.